# Jacques Pousaz
Jacques Pousaz (* 5. August 1947; † 6. Dezember 2022) war ein Schweizer Eishockeyspieler.

## Karriere
Jacques Pousaz begann seine Karriere 1963 beim Villars HC, wo er bereits in seiner ersten Saison Schweizer Meister wurde. Von 1968 bis 1972 war er für den HC La Chaux-de-Fonds aktiv und wurde mit dem Klub fünfmal in Folge Schweizer Meister. Fortan spielte Pousaz für den HC Fleurier sowie den Genève-Servette HC. Nachdem er 1975 zum HC Sierre gewechselt war, kehrte er 1977 wieder zum Villars HC zurück. Danach war er noch beim HC Monthey-Chablais aktiv.
Mit der Schweizer Nationalmannschaft nahm Pousaz an den Olympischen Winterspielen 1964 im japanischen Sapporo teil, wo das Team den zehnten Platz belegte. Als der Skirennläufer Roland Collombin dort seine Silbermedaille gewonnen hatte, ging er abends mit Pousaz in eine Bar. Aus bis heute nicht eindeutigem Grund wurden die beiden von der japanischen Polizei festgenommen. Adolf Ogi, der Leiter der Schweizer Delegation, konnte schliesslich dafür sorgen, dass die beiden Sportler freigelassen wurden.
Am 6. Dezember 2022 starb Pousaz im Alter von 75 Jahren beim Tennisspielen an einem Herzinfarkt.